# ヴォラ
ヴォラ（アルバニア語: Vorë）はアルバニア中央部ティラナ州の基礎自治体と街である。2015年の地方行政改革による基礎自治体の広域化の一環で、自治体の旧ヴォラ自治体と周辺の旧自治体プレザとバルズラが統合されて誕生した。自治体役所がヴォラ街に位置する。2023年のアルバニアの国勢調査によると、自治体の総人口が21,621人であり、街の人口は8,969人であった。

## 出来事
2008年3月15日にゲルデク村に侵入した。いろいろな物が数時間爆発した。500軒の家は破壊され、かつ1,800軒の家は損害した。
2015年に旧基礎自治体のヴォラ、プレザおよびバルズラが合体した。さらに現代の基礎自治体が設けられた。自治体役所はヴォラ街に所在する。
2020年1月28日にマグニチュード5.0の地震がヴォラから北西の端の15.4kmに起こった。

## 人口
2011年のアルバニアの国勢調査によると、街の人口は10,901人であった。2023年のアルバニアの国勢調査では、自治体の総人口が21,621人であり、ヴォラ街の人口は8,969人であった。

## スポーツ
サッカークラブはFKヴォラである。